# Alya Rohali
Pour les articles homonymes, voir Rohali.
Alya Rohali, née le 1er décembre 1976 à Jakarta (Indonésie), est une actrice de cinéma et de feuilleton indonésienne, aussi animatrice d'émission de télévision, notaire, mannequin et lauréate d'un concours de beauté, qui a été couronnée Puteri Indonesia 1996.
Elle a représenté l'Indonésie au concours Miss Univers 1996. Elle est la première (et la seule) personne à détenir le titre de Puteri Indonesia (c'est-à-dire la représentante indonésienne à tous les concours internationaux de beauté) à détenir le titre pendant quatre années consécutives (1996, 1997, 1998 et 1999).

## Biographie

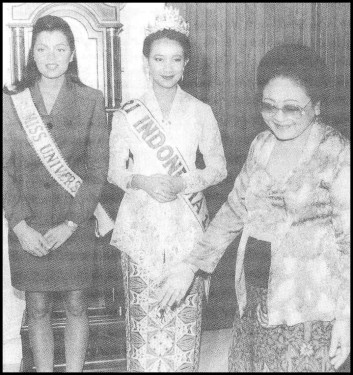
Alya Rohali (au milieu) avec Miss Univers 1995, Chelsi Smith (à gauche) et la Première dame indonésienne, Siti Hartinah (à droite) en 1997.

Alya Rohali naît à Jakarta le 1er décembre 1976, quatrième enfant de Rohali Sani et de sa femme Atit Tresnawati. Elle obtient son baccalauréat en droit de l'université Trisakti
.
Alya Rohali fait ses débuts au cinéma avec le drame Moga Bunda Disayang Allah (id) (2013) réalisé par Jose Poernomo (id). Son deuxième rôle au cinéma dans Di Balik 98 (id) (2015), lui vaut une nomination dans la catégorie Meilleure actrice dans un second rôle aux Indonesian Box Office Movie Awards 2016 (id).

## Filmographie partielle

### Au cinéma
| Année | Titre                       | Genre   | Rôle     | Production cinématographique                      | Réf.   |
| ----- | --------------------------- | ------- | -------- | ------------------------------------------------- | ------ |
| 2013  | Moga Bunda Disayang Allah   | drame   | Bunda HK | Soraya Intercine Film (id)                        | [ 7 ]  |
| 2015  | Di Balik 98 (id)            | réalité | Dayu     | MNC Corporation                                   | ,      |
| 2021  | Tersanjung the Movie (en)   | romance | Nisa     | Netflix                                           | [ 10 ] |
| 2022  | 12 Cerita Glen Anggara (id) | romance | Huna     | Kharisma Starvision Plus (id) Falcon Picture (id) | [ 11 ] |

- 2025 : Les Promesses du cœur (Setetes Embun Cinta Niyala) d'Anggy Umbara : Ambar

### À la télévision
| Année     | Titre                       | Genre           | Rôle         | Production cinématographique | Diffuseur | Réf.   |
| --------- | --------------------------- | --------------- | ------------ | ---------------------------- | --------- | ------ |
| 1997-1998 | Serpihan Mutiara Retak (id) | mélodrame       | Tica Pratiwi | Rapi Films                   | Indosiar  | [ 12 ] |
| 2000-2001 | Meniti Cinta (id)           | mélodrame       | Wina         | Rapi Films                   | RCTI      | [ 13 ] |
| 2005-2007 | Kejar Kusnadi (id)          | comédie - drame | Lasmi        | Soraya Intercine Film (id)   | RCTI      | [ 14 ] |
| 2020-2021 | Istri Impian (id)           | drame           | Diana        | Mega Kreasi Films (id)       | Indosiar  | [ 15 ] |

## Prix et nominations
| Année | Récompenses                                  | Catégorie                            | Œuvre nominée      | Résultat   | Réf.   |
| ----- | -------------------------------------------- | ------------------------------------ | ------------------ | ---------- | ------ |
| 2002  | Prix Panasonic Gobel                         | Meilleure animatrice de quiz féminin | Siapa Berani? (id) | Lauréat    | [ 16 ] |
| 2016  | Indonesian Box Office Movie Awards 2016 (id) | Meilleure actrice féminine           | Di Balik 98 (id)   | Nomination | [ 16 ] |